# ۴۹ ارابه‌ران
۴۹ ارابه‌ران یک ستاره است که در صورت فلکی ارابه‌ران قرار دارد.